# Dângeni
Dângeni é uma comuna romena localizada no distrito de Botoşani, na região de Moldávia. A comuna possui uma área de 83.35 km² e sua população era de 3115 habitantes segundo o censo de 2007.